# Abeno Harukas
Abeno Harukas är en 60 våningar hög skyskrapa i Osaka, Japan. Byggnaden är med sina 300 meter den högsta i Japan. Den är byggd i en postmodernistisk stil, och färdigställdes 2014. Abeno Harukas används som kontor, hotell och shoppingcenter.  På 16:e våningen finns ett konstmuseum. I byggnadens källarplan ligger järnvägsstationen Osaka-Abenobashi  tillhörande järnvägsbolaget Kintetsu.